# 솔져 오브 갓
《솔져 오브 갓》(Soldier of God)은 미국에서 제작된 데이빗 호건 감독의 2005년 드라마 영화이다. 이 영화는 기사 템플라(Templar)가 사막에서 신비의 이슬람인을 만나는 것을 이야기한다. 팀 아벨 등이 주연으로 출연하였다.

## 출연

### 주연
- 팀 아벨
- 윌리엄 멘디에타
- 맵피 갤란
- 니콜라스 카디
- 스콧 클리버든